# Mutant (rollspel)
Mutant är en serie svenska science fiction-rollspel, utgivna av Target Games/Äventyrsspel, Järnringen och Fria Ligan. Den första versionen gavs ut 1984. Kampanjmiljöerna har dock varierat från lågteknologisk post-apokalyptisk science fiction ("efter katastrofen") till högteknologisk cyberpunk.

Det ursprungliga Mutantrollspelet är i mångt och mycket inspirerat av det amerikanska rollspelet Gamma World, utgivet av TSR 1978-2003; men anpassat för en skandinavisk miljö och med Äventyrsspels vanliga regelmotor Basic Role-Playing.
"Drakar och Demoner lanserades på svenska i början av 1980-talet. Snart följde Mutant, vilket hade sitt avstamp i TSR:s Metamorphosis Alpha och Gamma World, men som använde samma regelsystem som DoD och som gick en svensk väg istället för en amerikansk."

-Anders Blixt, ur artikeln ”Äventyrsspel – ett åttiotal i rollspelens värld” i Runan #37
2019 gav förlaget Fandrake ut boken "MUTANT - Minnen från den förbjudna zonen" som går igenom alla utgåvor av Mutant med intervjuer av olika upphovspersoner samt bakgrund och illustrationer. Boken finansierades med gräsrotsfinansiering via Kickstarter och drog in nästan 550 000 kronor.

## Mutant
Den första utgåvan gavs ut av Äventyrsspel 1984 och utspelar sig i en avlägsen framtid efter Den stora katastrofen. Efter att en rymdsond tar tillbaka ytprover från Mars, som visar sig innehålla en obotlig sjukdom som orsakar en epidemi, så kollapsar den mänskliga civilisationen. De överlevande stänger in sig i slutna enklaver och under denna tid experimenterar man med att modifiera djur och människor genetiskt och släppa ut dem för att se om de kan överleva utanför enklaverna (ursprunget till spelets mutanter). Vissa av de utsläppta överlever och utgör förfäderna till spelets sentida mutantbefolkning. Efter att enklavernas isolering sinsemellan bryts, börjar konflikter dem emellan vilket till sist leder till ett kärnvapenkrig som gör slut på den gamla världens högteknologiska samhälle.
De enda som finns kvar av den gamla tiden är människor som frusits ned, cyborger och androider (spelets robotar). Hundratals år senare börjar muterade djur och människor så sakteliga bygga upp en ny samhällsordning. Rollspelet utspelar sig i ett framtida Sverige, men Sverige finns inte längre – landet är uppdelat i mindre samhällen som till exempel Pyrisamfundet. Områden som smittats av biologisk och/eller radioaktiv strålning under kriget och därför fyllts med farliga och underliga muterade varelser stämplas som Förbjudna zoner. Det är också där man kan göra de flesta intressanta fynden av den gamla världens högteknologi.
En blandning av låg- och högteknologi, samt effekterna av de olika mutationer som finns, medför att spelmiljön är intressant.

## Mutant 2089
1989 gavs den andra versionen av Mutant (även känd som Mutant 2089 eller mer informellt "Nya Mutant") ut av Äventyrsspel. Influerade av cyberpunkvågen hade man gjort om spelvärlden till ett mörkt framtidssamhälle där befolkning lever hopträngd i Megacities (jättestora städer) som kontrolleras av megakorporationer (allomfattande storföretag).
I ett avsnitt i en av regelböckerna fanns konverteringsregler för att omvandla SLP och dylikt från "gamla" Mutant till nya Mutants system.

## Mutant R.Y.M.D
Med Mutant R.Y.M.D 1992 tog man ännu ett steg bort från ursprunget, spelvärlden uppvisade denna gång influenser från Warhammer 40,000 där Jordens megakorporationer kämpade mot en utomvärldslig ondska på solsystemets alla planeter. Mutant R.Y.M.D var regeltekniskt mycket lik 1989 års utgåva (om något mer kompakt) och spelvärlden var officiellt kompatibel med denna utgåva: istället för att ha övergett rymdfarten på 2000-talet satsade megakorporationerna för fullt på att kolonisera solsystemet. I övrigt skulle spelvärlden vara sig lik. Denna version av Mutant var kortlivad då den snart ersattes av Mutant Chronicles.

## Mutant Chronicles
Mutant Chronicles som kom 1993 byggde vidare på temat i Mutant R.Y.M.D. och flätade in varelser och symboler från skräckrollspelet Kult i spelvärlden. Förutom rollspelet så gjordes även ett antal bräd- och samlarkortspel (bland andra Doomtrooper) som hade sin grund i Mutant Chronicles-världen.

## Mutant: Undergångens arvtagare
2002, efter att Target Games upphört att existera, gav ett företag vid namn Järnringen ut en ny version av Mutant (Mutant: Undergångens arvtagare) som återgick till grundkonceptet om en post-apokalyptisk värld befolkad av mutanter, och lät detta uttryckligen utspela sig i ett nybyggarsamhälle i framtidens Sverige (Pyrisamfundet). Järnringens utgivning av Mutantprodukter upphörde 2008.

## Mutant: År Noll
2014 utgav Fria Ligan AB en ny version av Mutant, under licens från Paradox Entertainment. Denna utgåva, Mutant: År Noll, skildrar en mer primitiv värld, närmare katastrofens dagar, än tidigare utgåvor av spelet. Spelet har också getts ut på engelska som Mutant: Year Zero. Bland det utgivna materialet märks boxarna Genlab Alfa" och "Maskinarium; och novellsamlingarna Kaknäs Sista Band av Anders Fager och Zonen vi Ärvde av skrivkollektivet Fruktan; samt ett flertal zonkompendier.

## Mutant: Hindenburg
2020 gav Fria Ligan AB ut en fortsättning i mutant-serien som utspelar sig cirka 25 år efter händelserna i Mutant: Undergångens arvtagare. Spelet bygger vidare på Mutant, Mutant: Undergångens arvtagare samt Mutant: År Noll och knyter ihop allt till en storslagen och episk berättelse. Spelet är ett fristående spel och kräver ingen av de tidigare utgåvorna.